# Денисова, Татьяна Яковлевна
Татьяна Яковлевна Денисова (род. 10 августа 1965, дер. Масканур Моркинского района Марийской АССР) — советская и российская певица, артистка.

## Биография
Родилась в семье, где отец был гармонистом, а мать любила петь. Окончила Моркинское СПТУ (1983), где была солистом ансамбля «Рвезылык». С 1985 года солистка фольклорного ансамбля «Марий Памаш», с 1993 года выступает с сольными концертами. Окончила Казанский университет культуры и искусств (2006).
Яркая звезда марийской эстрады; дипломант Всероссийского конкурса «Голоса России» в Смоленске и международного конкурсов. В 2015 году заняла 1-е место на региональном эстрадном фестивале «Идалыксе муро» («Песня года»), проходившем в Йошкар-Оле. Руководитель вокальной студии «Яндар» для молодых артистов при Марийском государственном университете. По авторитетному мнению Государственного Собрания Республики Марий Эл, отражённому на его официальном сайте, Татьяна Денисова является популярным профессиональным эстрадным артистом, в середине 1990-х годов стоявшей у истоков и первым участником крупнейшего регионального телевизионного фестиваля эстрадной песни «Чолга шӱдыр» («Яркая звезда»).

## Общественный деятель
Была делегатом IX Съезда народа мари, проходившего в Йошкар-Оле (2012).

## Награды
- Заслуженный работник культуры Республики Марий Эл (1998)
- Заслуженная артистка Республики Марий Эл (2003)

### Видеоклипы
| Год  | Название    |
| ---- | ----------- |
| 19?? | Яндар-яндар |
| 1989 | Танем       |